# Ion Călin (comunist)
Ion Călin (n. 1912 Șoldanu, județul Ilfov (interbelic), astăzi județul Călărași – d. 1945) a fost un luptător comunist.
A intrat în Partidul Comunist Român în 1937. În același an a plecat voluntar în Războiul Civil Spaniol. A luat parte la luptele din Aragon și la ofensiva armatei republicane de pe fluviul Ebru din vara anului 1938, când a fost grav rănit. La sfârșitul războiului a trecut în Franța și a fost internat în lagărul de concentrare de la Argelès-sur-mer, de unde a evadat pe 7 martie 1941. Ajunge la Paris și se alătură Rezistenței Franceze luptând în mișcarea Francs-Tireurs et Partisans de la Main-d’œuvre immigrée (FTP-MOI) în timpul celui de-al Doilea Război Mondial. Arestat de Gestapo pe 4 februarie 1943, a fost deportat și asasinat într-un lagăr de exterminare din Germania.

## In memoriam
O stradă din București, sectorul 2, poartă numele de „Strada Erou Ion Călin”.